# Schmuckeule
Die Schmuckeule (Lamprosticta culta), auch Obsthaineule oder Rindenmooseule genannt, ist ein Schmetterling (Nachtfalter) aus der Familie der Eulenfalter (Noctuidae).

## Merkmale

### Falter
Die Flügelspannweite der Falter beträgt 40 bis 48 Millimeter. Die Farbe der Vorderflügel variiert von olivbraunen bis zu rötlich braunen Tönungen. Ring-, Nieren- und Zapfenmakel sind mit schwarzen Ringen oder Punkten gefüllt, großflächig weiß gefärbt und treten dadurch deutlich hervor. Querlinien und Wellenlinie sind schwarz und leicht weißlich angelegt. Die Fransen sind abwechselnd braun und weiß gescheckt. Die Hinterflügel schimmern seidig weiß, wobei die auf den Analwinkel zulaufenden Adern zumeist mit einigen kleinen schwarzen Punkten versehen sind. Bei den Weibchen ist der Saumbereich etwas verdunkelt. Der Saugrüssel ist gut entwickelt.

### Ei, Raupe und Puppe
Das Ei ist kegelförmig und mit einer flachen Spitze und deutlichen Längsrippen versehen. Es hat eine weiße Farbe von der sich eine schwarzbraune Binde oder schwarze Flecke abheben.
Erwachsene Raupen sind weißlich, bräunlich oder grünlich gefärbt. An den Seiten sind dunkle Schrägstriche und hakenförmige Zeichnungselemente zu erkennen. Die Rückenlinie hebt sich hell hervor.
Die gelbbraune Puppe ist durch kurze, gekrümmte Borsten am oberen Rand des spatelförmigen Kremasters gekennzeichnet.

### Ähnliche Arten
Bei der im Gesamterscheinungsbild etwas dunkleren Bunten Waldgraseule (Crypsedra gemmea) ist die Zapfenmakel dunkler und die Hinterflügel sind graubraun. Die Weißgefleckte Nelkeneule (Hadena albimacula) ist mit einer Flügelspannweite von 28 bis 37 Millimetern deutlich kleiner und zeigt ebenfalls graubraune Hinterflügel.

## Geographische Verbreitung und Lebensraum
Die Nominatform der Schmuckeule ist von den Pyrenäen Richtung Osten bis zur Ukraine lückenhaft verbreitet. In der Türkei kommen die folgenden vier Unterarten vor:
- Lamprosticta culta culta (Nominatform) in Küstengebieten des Ägäischen Meeres und einigen Regionen Westanatoliens
- Lamprosticta culta plumbitincta in den Provinzen Erzurum und Erzincan
- Lamprosticta culta coeruleuca in der Provinz Bitlis
- Lamprosticta culta albescens in westlichen Regionen des Taurusgebirges

Die Art besiedelt bevorzugt warme Hänge, buschige Waldränder, Schlehenhecken, Streuobstwiesen und Obstgärten.

## Lebensweise
Die nachtaktive Schmuckeule bildet eine Generation pro Jahr, deren Falter im Juni und Juli fliegen. Sie saugen an Blüten, besuchen angelegte Köder sowie künstliche Lichtquellen, überwiegend die Männchen. Die Raupen leben von August bis September. Sie ernähren sich von den Blättern verschiedener Bäume und Büsche, beispielsweise von Schlehdorn (Prunus spinosa) sowie von Weißdorn- (Crataegus) und Obstbaumarten. Sie bevorzugen Bäume mit starkem Flechten- oder Moosbelag. Die Art überwintert als Puppe.

## Gefährdung
Die Schmuckeule ist in den meisten deutschen Bundesländern verschollen und wird auf der Roten Liste gefährdeter Arten in Kategorie 1 (vom Aussterben bedroht) geführt.

## Synonyme
- Chariptera viridana Walch, 1779